# Hejő
Hejő ist ein Fluss im Komitat Borsod-Abaúj-Zemplén in Nordungarn. Er gehört zu den rechten Nebenflüssen der Theiß.

## Verlauf
Der Fluss entspringt am östlichen Rand des Bükkgebirges auf dem Gebiet des Stadtteils Miskolctapolca der ungarischen Stadt Miskolc. Da er aus mehreren, kalten wie warmen Quellen gespeist wird, friert der obere Flusslauf des Hejő niemals ein.
Er verläuft zunächst in nordöstlicher Richtung auf das Zentrum von Miskolc zu, ändert jedoch die Fließrichtung südlich des Stadtteils Universitätsstadt (Egyetemváros) nach Südosten entlang der Stadtteile Hejőcsaba, Nagyszentbenedek und Görömböly. Danach fließt er durch die Gemeinden Kistokaj, Nyékládháza, Hejőkeresztúr, Hejőszalonta und Hejőpapi. Ungefähr vier Kilometer östlich von Tiszatarján mündet der Hejő in die Theiß. Der Fluss hat eine Länge von 44 Kilometern.

## Ichthyofauna
Bei einer Untersuchung des Fischvorkommens im Hejő in den Jahren 2003 bis 2005 wurden 32 Fischarten gefunden. Neben verschiedenen Arten von Karpfenfischen waren unter anderem Amur-Schläfergrundel, Bachschmerle, Europäischer Hundsfisch, Europäischer Schlammpeitzger, Flussbarsch, Marmorierte Grundel und Quappe im Fluss zu finden.

## Ortsnamen in Bezug auf den Fluss
Der Fluss war Namensgeber für die fünf Gemeinden Hejőbába, Hejőkeresztúr, Hejőkürt, Hejőpapi und Hejőszalonta sowie den heutigen Miskolcer Stadtteil Hejőcsaba.